# Джеймс, Клифтон
Клифтон Джеймс (англ. Clifton James; 29 мая 1920 — 15 апреля 2017) — американский киноактёр.

## Биография
Родился в 1920 году в Спокане, сын репортёра и учительницы.
В 1942—1945 годах во время Второй мировой войны служил в южной части Тихого океана сержантом пехотного взвода 163-й пехотного полка 41-й пехотной дивизии Армии США, получил несколько наград, включая Серебряную звезду, Бронзовую звезду, две медали «Пурпурное сердце».
Получил свои первые роли на телевидении в начале 1950-х годов, стал широко известен в 1973 году благодаря фильму о Джеймсе Бонде «Живи и дай умереть», в котором он изобразил шерифа Пеппера, провинциального полицейского, в сильно карикатурном перерисовке. Персонаж был настолько популярен, что продюсеры снова ввели его года спустя в продолжении «Человек с золотым пистолетом».
Помимо карьеры в кино снимался в телесериалах, был членом Актёрской студии, также в 1955—1982 годах участвовал в некоторых бродвейских постановках.
Умер в 2017 году.

## Избранная фильмография
За полвека кинокарьеры в период с 1954 по 2006 года сыграл более 100 ролей, в том числе:
- 1957 — Странный / The Strange One — полковник Рэйми
- 1961 — Что-то дикое / Something Wild — детектив Богард
- 1962 — Эксперимент с ужасом / Experiment in Terror — капитан Морено
- 1962 — Дэвид и Лиза / David and Lisa — Джон
- 1964 — Чёрный, как я / Black Like Me — Илай Карр
- 1964 — Работа для стрелка / Invitation to a Gunfighter — Таттл
- 1966 — Погоня / The Chase — Лем Брустер
- 1967 — Происшествие / The Happening — О’Рили
- 1967 — Скачки золотых быков / The Caper of the Golden Bulls — Филипп
- 1967 — Хладнокровный Люк / Cool Hand Luke — Карр
- 1970 — ВУСА / WUSA — Спид, моряк в баре
- 1972 — Новые центурионы / The New Centurions — Уайти
- 1973 — Живи и дай умереть / Live and Let Die — шериф Пеппер
- 1973 — Продавец льда грядёт / The Iceman Cometh — Пэт Макглойн
- 1973 — Последний наряд / The Last Detail — каптенармус
- 1974 — Бастер и Билли / Buster and Billie — Джейк
- 1974 — Джаггернаут / Juggernaut — Корриган
- 1974 — Человек с золотым пистолетом / The Man With The Golden Gun — шериф Пеппер
- 1975 — Ранчо Делюкс / Rancho Deluxe — Джон Браун
- 1975 — Башня смерти / The Deadly Tower — капитан Фред Амборс
- 1976 — Серебряная стрела / Silver Streak — шериф Шаунси
- 1977 — Несносные медведи 2 / The Bad News Bears in Breaking Training — Сай Орлански
- 1980 — Кабобланко / Caboblanco — Лорример
- 1980 — Супермен 2 / Superman II — шериф
- 1987 — Неприкасаемые / The Untouchables — окружной прокурор
- 1988 — Восьмёрка выбывает из игры / Eight Men Out — Чарли «Коммунист» Комински
- 1990 — Костёр тщеславия / The Bonfire of the Vanities — Альберт Фокс
- 1996 — Звезда шерифа / Lone Star — Холлис